# Danh sách trường trung cấp chuyên nghiệp của Việt Nam
Dưới đây là danh sách các trường trung học chuyên nghiệp (Trung cấp chuyên nghiệp) của Việt Nam, bao gồm các trường hoạt động độc lập và hệ trung học của một số trường cao đẳng và trường đại học, danh sách này cũng gồm các trường công lập và ngoài công lập.

## Các trường Trung cấp khu vực TP. Hà Nội
- Trường Trung cấp Bách nghệ Hà Nội
- Trường Trung cấp Cầu đường và Dạy nghề
- Trường Trung cấp Cộng đồng Hà Nội
- Trường Trung cấp Nghiệp vụ và Dạy nghề Công đoàn Hà Nội
- Trường Trung cấp Công nghệ Hà Nội
- Trường Trung cấp Công nghệ Thăng Long
- Trường Trung cấp Công nghệ và Kinh tế đối ngoại
- Trường Trung cấp Công nghệ và Quản trị Đông Đô
- Trường Trung cấp Công nghệ và Quản trị kinh doanh Hà Nội
- Trường Trung cấp Công nghiệp Hà Nội
- Trường Trung cấp Đa ngành Bạch Mai
- Trường Trung cấp Đa ngành Hà Nội
- Trường Trung cấp Giao thông vận tải Hà Nội
- Trường Trung cấp Giao thông vận tải miền Bắc
- Trường Trung cấp Hà Nội
- Trường Trung cấp Kinh tế Du lịch Hoa sữa
- Trường Trung cấp Kinh tế Hà Nội
- Trường Trung cấp Kinh tế - Kỹ thuật Bắc Thăng Long
- Trường Trung cấp Kinh tế - Kỹ thuật Dược Hà Nội
- Trường Trung cấp Kinh tế - Kỹ thuật Hà Nội I
- Trường Trung cấp Kinh tế Kỹ thuật Phan Chu Trinh
- Trường Trung cấp Kinh tế - Kỹ thuật Thăng Long
- Trường Trung cấp Kinh tế Kỹ thuật Thương mại
- Trường Trung cấp Kinh tế Kỹ thuật Thương mại Hà Nội
- Trường Trung cấp Kinh tế - Tài chính Hà Nội
- Trường Trung cấp Kinh tế - Tài nguyên và Môi trường
- Trường Trung cấp Kỹ thuật đa ngành Hà Nội
- Trường Trung cấp Kỹ thuật Tin học Hà Nội (ESTIH)
- Trường Trung cấp Kỹ thuật Y Dược Hà Nội
- Trường Trung cấp nghề Cơ khí Xây dựng
- Trường Trung cấp nghề Công nghệ Tây An
- Trường Trung cấp nghề Giao thông công chính Hà Nội
- Trường Trung cấp nghề Giao thông vận tải Thăng Long
- Trường Trung cấp nghề Nấu ăn và Nghiệp vụ Khách sạn Hà Nội
- Trường Trung cấp nghề Cơ khí I Hà Nội
- Trường Trung cấp nghề Số 1 Hà Nội
- Trường Trung cấp nghề Tổng hợp Hà Nội
- Trường Trung cấp Nghệ thuật Xiếc và Tạp kỹ Việt Nam
- Trường Trung cấp Nghiệp vụ Công đoàn Giao thông vận tải
- Trường Trung cấp Quang Trung
- Trường Trung cấp Sư phạm Mẫu giáo Nhà trẻ Hà Nội
- Trường Trung cấp Tin học - Tài chính Kế toán Hà Nội
- Trường Trung cấp Tổng hợp Hà Nội
- Trường Trung cấp Xây dựng Hà Nội
- Trường Trung cấp Y Dược cộng đồng Hà Nội
- Trường Trung cấp Y Dược Hà Nội
- Trường Trung cấp Y Dược Lê Hữu Trác
- Trường Trung cấp Y Dược Phạm Ngọc Thạch Hà Nội
- Trường Trung cấp Y Dược Tuệ Tĩnh Hà Nội
- Trường Trung cấp Y Hà Nội
- Trường Trung cấp Y khoa Hà Nội
- Trường Trung cấp Y tế Hà Nội

## Các trường Trung cấp khu vực miền Bắc

### Vùng trung du miền núi phía Bắc
| HÀ GIANG - Trường Trung cấp Y tế Hà Giang - Trường Trung cấp nghề Dân tộc nội trú Bắc Quang - Trường Trung cấp Kinh tế - Kỹ thuật Hà Giang |
| TUYÊN QUANG - Trường Trung học Kinh tế - Kỹ thuật Tuyên Quang - Trường Trung cấp Y tế Tuyên Quang |
| CAO BẰNG - Trường Trung cấp nghề tỉnh Cao Bằng - Trường Trung cấp Y tế Cao Bằng - Trường Trung cấp Kinh tế Kỹ thuật Cao Bằng |
| BẮC KẠN - Trường Trung cấp Y tế Bắc Kạn |
| LÀO CAI - Trường Trung cấp Y tế Lào Cai - Trường Trung cấp nghề Công ty Apatit Việt Nam |
| YÊN BÁI - Trường Trung cấp Dân tộc nội trú Nghĩa Lộ - Trường Trung cấp Lục Yên - Trường Trung cấp Bách khoa Yên Bái |
| THÁI NGUYÊN - Trường Trung cấp nghề Thái Nguyên - Trường Trung cấp Luật Thái Nguyên - Trường Trung cấp Y tế Thái Nguyên - Trường Trung cấp Thái Nguyên - Trường Trung cấp nghề Nam Thái Nguyên - Trường Trung cấp Y khoa Pasteur - Trường Trung cấp nghề Thái Hà - Trường Trung cấp nghề Giao thông vận tải Thái Nguyên - Trường Trung cấp nghề Dân tộc nội trú Thái Nguyên |
| LẠNG SƠN - Trường Trung cấp Văn hóa Nghệ thuật tỉnh Lạng Sơn |
| PHÚ THỌ - Trường Trung cấp nghề Hermann Gmeiner Việt Trì - Trường Trung cấp Văn hóa, Nghệ thuật và Du lịch Phú Thọ - Trường Trung cấp nghề Dân tộc nội trú Phú Thọ - Trường Trung cấp Kỹ thuật – Nghiệp vụ Sông Hồng - Trường Trung cấp Nông lâm nghiệp Phú Thọ |
| LAI CHÂU - Trường Trung cấp Y tế tỉnh Lai Châu - Trường Trung cấp nghề Dân tộc nội trú tỉnh Lai Châu |
| SƠN LA - Trường Trung cấp Văn hóa Nghệ thuật và Du lịch tỉnh Sơn La - Trường Trung cấp Luật Tây Bắc |
| HÒA BÌNH - Trường Trung cấp Y tế Hòa Bình |
| BẮC GIANG - Trường Trung cấp Văn hóa, Thể thao và Du lịch Bắc Giang - Trường Trung cấp Y tế Bắc Giang - Trường Trung cấp Y – Dược Bắc Giang - Trường Trung cấp ASEAN - Trường Trung cấp nghề miền núi Yên Thế - Trường Trung cấp nghề Thủ công mỹ nghệ 19-5 - Trường Trung cấp nghề số 12/BQP                                                                               |

### Vùng đồng bằng Bắc bộ
| VĨNH PHÚC - Trường Trung cấp nghề số 11/BQP - Trường Trung cấp nghề Kỹ thuật xây dựng & Nghiệp vụ - Trường Trung cấp Y tế Vĩnh Phúc - Trường Trung cấp Văn hóa Nghệ thuật Vĩnh Phúc - Trường Trung cấp Công nghệ Vĩnh Phúc |
| BẮC NINH - Trường Trung cấp Văn hóa, Nghệ thuật và Du lịch Bắc Ninh - Trường Trung cấp Kinh tế Kỹ thuật Công thương – CCI - Trường Trung cấp Y tế Trung ương - Trường Trung cấp nghề Kinh tế - Kỹ thuật Bắc Ninh - Trường Trung cấp nghề KTKT và TCMN truyền thống Thuận Thành - Trường Trung cấp nghề Bách khoa Bắc Ninh |
| HẢI DƯƠNG - Trường Trung cấp Cơ giới đường bộ - Trường Trung cấp Văn hóa Nghệ thuật và Du lịch Hải Dương |
| HẢI PHÒNG - Trường Trung cấp nghề kỹ thuật xi măng - Trường Trung cấp An Dương - Trường Trung cấp Khu kinh tế Hải Phòng - Trường Trung cấp Xây dựng - Trường Trung cấp Nông nghiệp Thủy sản - Trường Trung cấp Giao thông vận tải Hải Phòng - Trường Trung cấp Du lịch Thăng Long - Trường Trung cấp Kinh tế Kỹ thuật và Công nghệ Hải Phòng - Trường Trung cấp Nghiệp vụ và Công nghệ Hải Phòng - Trường Trung cấp Chuyên nghiệp Hải Phòng - Trường Trung cấp Bách khoa Hải Phòng - Trường Trung cấp Kỹ thuật - Nghiệp vụ Hải Phòng - Trường Trung cấp Văn hóa Nghệ thuật và Du lịch Hải Phòng |
| HƯNG YÊN - Trường Trung cấp nghề Giao thông vận tải Hưng Yên - Trường Trung cấp nghề Á Châu - Trường Trung cấp nghề Châu Hưng - Trường Trung cấp Văn hóa Nghệ thuật và Du lịch Hưng Yên - Trường Trung cấp Tổng hợp Đông Đô - Trường Trung cấp nghề Việt Thanh |
| THÁI BÌNH - Trường Trung cấp Nông nghiệp Thái Bình - Trường Trung cấp Xây dựng Thái Bình - Trường Trung cấp nghề cho người khuyết tật Thái Bình - Trường Trung cấp nghề Thủ công mỹ nghệ Kiến Xương |
| HÀ NAM - Trường Trung cấp Kinh tế Kỹ thuật Hà Nam - Trường Trung cấp nghề Công nghệ Hà Nam - Trường Trung cấp nghề Giao thông và Xây dựng Việt Úc |
| NAM ĐỊNH - Trường Trung cấp Giao thông vận tải Nam Định - Trường Trung cấp nghề số 8 - Trường Trung cấp nghề Thủ công mỹ nghệ truyền thống Nam Định - Trường Trung cấp nghề Thương mại – Du lịch – Dịch vụ Nam Định - Trường Trung cấp Kinh tế Kỹ thuật Nông nghiệp Nam Định - Trường Trung cấp Cơ Điện Nam Định - Trường Trung cấp Công nghệ và Truyền thông Nam Định - Trường Trung cấp nghề Kỹ thuật Công nghiệp Nam Định |
| NINH BÌNH - Trường Trung cấp nghề Quốc tế - Trường Trung cấp Y - Dược Tôn Thất Tùng - Trường Trung cấp nghề Nho Quan - Trường Trung cấp Kỹ thuật - Du lịch Công đoàn Ninh Bình - Trường Trung cấp Công nghệ và Y tế Pasteur - Trường Trung cấp Kinh tế - Kỹ thuật và Tại chức Ninh Bình |
| QUẢNG NINH Trường Trung cấp nghề Công nghệ Hạ Long |

## Các trường Trung cấp khu vực miền Trung và Tây Nguyên

### Vùng Bắc Trung bộ và Duyên hải miền Trung
| THANH HÓA - Trường Trung cấp nghề TTN khuyết tật, đặc biệt khó khăn Thanh Hóa - Trường Trung cấp nghề Miền núi Thanh Hóa - Trường Trung cấp nghề Kỹ nghệ Thanh Hóa - Trường Trung cấp nghề Xây dựng Thanh Hóa - Trường Trung cấp nghề Thương mại – Du lịch Thanh Hóa - Trường Trung cấp Phát thanh - Truyền hình Thanh Hóa - Trường Trung cấp nghề Giao thông vận tải Thanh Hóa - Trường Trung cấp nghề Bỉm Sơn - Trường Trung cấp nghề Nga Sơn - Trường Trung cấp nghề số 1 thành phố Thanh Hóa - Trường Trung cấp nghề Thạch Thành - Trường Trung cấp nghề Yên Định - Trường Trung cấp Xây dựng Thanh Hóa - Trường Trung cấp Kỹ thuật Y Dược Thanh Hóa - Trường Trung cấp Tuệ Tĩnh Thanh Hóa - Trường Trung cấp Bách nghệ Thanh Hóa |
| NGHỆ AN - Trường Trung cấp Dân tộc Nội trú Nghệ An - Trường Trung cấp Kỹ thuật Yên Thành - Trường Trung cấp Kinh tế - Công nghiệp - Thủ công nghiệp Nghệ An - Trường Trung cấp Kinh tế - Kỹ thuật Bắc Nghệ An - Trường Trung cấp Kinh tế Kỹ thuật Miền Tây - Trường Trung cấp Kinh tế - Kỹ thuật Nghi Lộc - Trường Trung cấp Kinh tế - Kỹ thuật Tây Nam Nghệ An - Trường Trung cấp Kinh tế - Kỹ thuật Vinh - Trường Trung cấp Kỹ thuật - Nghiệp vụ Vinh - Trường Trung cấp Y khoa miền Trung |
| HÀ TĨNH - Trường Trung cấp nghề Hà Tĩnh - Trường Trung cấp Kỹ nghệ Hà Tĩnh - Trường Trung cấp Lý Tự trọng - Trường Trung cấp nghề MITRACO |
| QUẢNG BÌNH - Trường Trung cấp Y tế Quảng Bình - Trường Trung cấp Kinh tế Quảng Bình - Trường Trung cấp Du lịch – Công nghệ số 9 - Trường Trung cấp Luật Đồng Hới - Trường Trung cấp nghề Bình Minh |
| QUẢNG TRỊ - Trường Trung cấp nghề Quảng Trị - Trường Trung cấp nghề Giao thông vận tải Quảng Trị - Trường Trung cấp Mai Lĩnh Quảng Trị - Trường Trung cấp Nông nghiệp và Phát triển nông thôn Quảng Trị |
| HUẾ - Trường Trung cấp nghề Quảng Điền - Trường Trung cấp Văn hóa Nghệ thuật tỉnh Thừa Thiên - Huế - Trường Trung cấp Công nghệ số 10 |
| ĐÀ NẴNG - Trường Trung cấp nghề Giao thông Công chính Đà Nẵng - Trường Trung cấp chuyên nghiệp Ý Việt - Trường Trung cấp Kỹ thuật – Nghiệp vụ Thăng Long - Trường Trung cấp nghề Kỹ thuật Công nghệ Đà Nẵng - Trường Trung cấp nghề Việt Á |
| QUẢNG NAM - Trường Trung cấp nghề Thanh niên Dân tộc - Miền núi Quảng Nam - Trường Trung cấp Quảng Đông - Trường Trung cấp nghề Nam Quảng Nam - Trường Trung cấp nghề Kinh tế - Kỹ thuật Miền Trung - Tây Nguyên - Trường Trung cấp ASEAN - Trường Trung cấp nghề Bắc Quảng Nam - Trường Trung cấp Văn hóa Nghệ thuật và Du lịch Quảng Nam |
| QUẢNG NGÃI - Trường Trung cấp nghề tỉnh Quảng Ngãi - Trường Trung cấp Công nghệ Việt Mỹ |
| GIA LAI - Trường Trung cấp Thủ công Mỹ nghệ Bình Định - Trường Trung cấp Kỹ thuật Công nghệ Hoài Nhơn - Trường Trung cấp Kinh tế - Kỹ thuật Bình Định - Trường Trung cấp Kinh tế - Kỹ thuật Đông Gia Lai - Trường Trung cấp Văn hóa Nghệ thuật Gia Lai - Trường Trung cấp Lâm nghiệp Tây Nguyên - Trường Trung cấp Y tế Gia Lai - Trường Trung cấp văn hóa Nghệ thuật Bình Định |
| PHÚ YÊN - Trường Trung cấp nghề Thanh niên dân tộc Phú Yên |
| KHÁNH HÒA - Trường Trung cấp nghề Ninh Hòa - Trường Trung cấp nghề Cam Ranh - Trường Trung cấp nghề Vạn Ninh - Trường Trung cấp nghề Cam Lâm - Trường Trung cấp nghề Diên Khánh - Trường Trung cấp nghề Dân tộc nội trú Khánh Vĩnh - Trường Trung cấp nghề Dân tộc Nội trú Khánh Sơn - Trường Trung cấp Kinh tế Khánh Hòa - Trường Trung cấp Kỹ thuật miền Trung - Trường Trung cấp Y Dược Yersin Nha Trang - Trường Trung cấp Kinh tế - Kỹ thuật Trần Đại Nghĩa |
| NINH THUẬN - Trường Trung cấp Việt Thuận |
| BÌNH THUẬN - Trường Trung cấp nghề Kinh tế - Kỹ thuật Công đoàn Bình Thuận |

### Vùng Tây Nguyên
| ĐẮK LẮK - Trường Trung cấp Đắk Lắk - Trường Trung cấp Kinh tế - Kỹ thuật Đắk Lắk - Trường Trung cấp Tây Nguyên - Trường Trung cấp Trường Sơn - Trường Trung cấp Luật Buôn Ma Thuột |
| ĐẮK NÔNG - Trường Trung cấp Kinh tế - Kỹ thuật Phương Nam - Trường Trung cấp nghề Đắk Nông                                                                                         |
| LÂM ĐỒNG - Trường Trung cấp nghề Bảo Lộc - Trường Trung cấp nghề Tân Tiến - Trường Trung cấp Kinh tế - Kỹ thuật Quốc Việt                                                          |

## Các trường Trung cấp khu vực miền Nam

### Vùng Đông Nam bộ
| BÌNH PHƯỚC - Trường Trung cấp Việt Hàn - Trường Trung cấp Kinh tế - Kỹ thuật Bình Phước |
| TÂY NINH - Trường Trung cấp Kinh tế Kỹ thuật Tây Ninh - Trường Trung cấp Y tế Tây Ninh - Trường Trung cấp nghề khu vực Nam Tây Ninh - Trường Trung cấp Tân Bách khoa - Trường Trung cấp Á Châu |
| BÌNH DƯƠNG - Trường Trung cấp Công nghiệp Bình Dương - Trường Trung cấp Kinh tế Bình Dương - Trường Trung cấp Kinh tế - Kỹ thuật Bình Dương - Trường Trung cấp Kinh tế - Công nghệ Đông Nam - Trường Trung cấp Kỹ thuật và Nghiệp vụ Công đoàn Bình Dương - Trường Trung cấp Mỹ thuật - Văn hóa Bình Dương - Trường Trung cấp Nông Lâm nghiệp Bình Dương - Trường Trung cấp Tài chính Kế toán Bình Dương - Trường Trung cấp nghề Dĩ An - Trường Trung cấp nghề Tân Uyên |
| ĐỒNG NAI - Trường Trung cấp Kinh tế - Kỹ thuật số 2 - Trường Trung cấp Cơ Điện Đông Nam Bộ - Trường Trung cấp nghề Giao thông vận tải Đồng Nai - Trường Trung cấp nghề 26/3 - Trường Trung cấp Kinh tế Kỹ thuật Đồng Nai - Trường Trung cấp Văn hóa nghệ thuật Đồng Nai - Trường Trung cấp Miền Đông - Trường Trung cấp Bách khoa Đồng Nai - Trường Trung cấp nghề Đinh Tiên Hoàng                                                                                      |
| BÀ RỊA – VŨNG TÀU - Trường Trung cấp Bách khoa Vũng Tàu - Trường Trung cấp chuyên nghiệp Bà Rịa - Trường Trung cấp nghề Kinh tế - Kỹ thuật Công đoàn BR-VT - Trường Trung cấp Kỹ thuật Công nghệ Phước Lộc - Trường Trung cấp nghề Giao thông vận tải tỉnh Bà Rịa - Vũng Tàu |

### Vùng đồng bằng sông Cửu Long
| LONG AN - Trường Trung cấp Y tế Long An - Trường Trung cấp Kinh tế - Kỹ thuật Long An - Trường Trung cấp nghề Đức Hòa - Trường Trung cấp nghề Đồng Tháp Mười - Trường Trung cấp nghề Cần Giuộc - Trường Trung cấp nghề và Đào tạo cán bộ HTX miền Nam - Trường Trung cấp Việt Nhật |
| TIỀN GIANG - Trường Trung cấp Bách khoa Gò Công - Trường Trung cấp Kinh tế - Công nghệ Cai Lậy - Trường Trung cấp Kinh tế - Kỹ thuật Tiền Giang - Trường Trung cấp Kỹ thuật Nghiệp vụ Cái Bè - Trường Trung cấp Văn hóa Nghệ thuật Tiền Giang - Trường Trung cấp nghề Giao thông vận tải Tiền Giang - Trường Trung cấp nghề khu vực Cai Lậy - Trường Trung cấp nghề Kinh tế - Kỹ thuật Công đoàn Tiền Giang - Trường Trung cấp nghề Khu vực Gò Công                                                                            |
| BẾN TRE - Trường Trung cấp nghề Bến Tre - Trường Trung cấp Văn hóa Nghệ thuật Bến Tre - Trường Trung cấp Y tế Bến Tre |
| TRÀ VINH - Trường Trung cấp nghề Dân tộc nội trú Trà Vinh - Trường Trung cấp Văn hóa Nghệ thuật và Thể thao Trà Vinh |
| VĨNH LONG - Trường Trung cấp Y tế Vĩnh Long |
| ĐỒNG THÁP - Trường Trung cấp Thanh Bình - Trường Trung cấp nghề - Giáo dục thường xuyên Hồng Ngự - Trường Trung cấp nghề - Giáo dục thường xuyên Tháp Mười |
| AN GIANG - Trường Trung cấp nghề Châu Đốc - Trường Trung cấp nghề Tân Châu - Trường Trung cấp nghề Dân tộc nội trú tỉnh An Giang - Trường Trung cấp Kỹ thuật - Công nghệ An Giang - Trường Trung cấp Kinh tế - Kỹ thuật An Giang |
| KIÊN GIANG - Trường Trung cấp Kỹ thuật Nghiệp vụ Kiên Giang - Trường Trung cấp Việt – Hàn Phú Quốc - Trường Trung cấp nghề Dân tộc nội trú tỉnh Kiên Giang - Trường Trung cấp nghề Tân Hiệp - Trường Trung cấp nghề vùng Tứ giác Long Xuyên - Trường Trung cấp nghề vùng U Minh Thượng |
| CẦN THƠ - Trường Trung cấp Giao thông vận tải Miền Nam - Trường Trung cấp Bách nghệ Cần Thơ - Trường Trung cấp Miền Tây - Trường Trung cấp nghề Thới Lai – Tp. Cần Thơ - Trường Trung cấp Y Dược Mêkông - Trường Trung cấp Phạm Ngọc Thạch Cần Thơ - Trường Trung cấp Đại Việt thành phố Cần Thơ - Trường Trung cấp Hồng Hà Tp. Cần Thơ - Trường Trung cấp Thể dục Thể thao Tp. Cần Thơ - Trường Trung cấp Kinh tế - Kỹ thuật Công đoàn Cần Thơ - Trường Trung cấp nghề Đông Dương - Trường Trung cấp Kinh tế Kỹ thuật Cần Thơ |
| HẬU GIANG - Trường Trung cấp Kỹ thuật - Công nghệ tỉnh hậu Giang - Trường Trung cấp Kinh tế - Kỹ thuật tỉnh Hậu Giang - Trường Trung cấp Luật Vị Thanh |
| SÓC TRĂNG - Trường Trung cấp Văn hóa Nghệ thuật Sóc Trăng - Trường Trung cấp Y tế Sóc Trăng |
| BẠC LIÊU - Trường Trung cấp Văn hóa Nghệ thuật Bạc Liêu - Trường Trung cấp nghề Tư thục STC |
| CÀ MAU - Trường Trung cấp Kinh tế - Kỹ thuật Cà Mau |

## Các trường Trung cấp khu vực TP. Hồ Chí Minh
- Trường Trung cấp Đại Việt TP. Hồ Chí Minh
- Trường Trung cấp Âu Việt
- Trường Trung cấp Bách khoa Sài Gòn
- Trường Trung cấp Bách khoa Tp. Hồ Chí Minh
- Trường Trung cấp Bách nghệ Tp. Hồ Chí Minh
- Trường Trung cấp Bến Thành
- Trường Trung cấp chuyên nghiệp Tôn Đức Thắng
- Trường Trung cấp Công đoàn Thành phố Hồ Chí Minh
- Trường Trung cấp Công nghệ Lương thực Thực phẩm
- Trường Trung cấp Công nghệ thông tin Sài Gòn
- Trường Trung cấp Cửu Long
- Trường Trung cấp Đại Việt Tp. Hồ Chí Minh
- Trường Trung cấp Đông Dương
- Trường Trung cấp Du lịch và Khách sạn Saigontourist
- Trường Trung cấp Hồng Hà
- Trường Trung cấp Kinh tế - Du lịch Tp. Hồ Chí Minh
- Trường Trung cấp Kinh tế - Kỹ thuật Nguyễn Hữu Cảnh
- Trường Trung cấp Kinh tế - Kỹ thuật Quận 12
- Trường Trung cấp Kinh tế - Kỹ thuật Tây Nam Á
- Trường Trung cấp Kỹ thuật và Nghiệp vụ Nam Sài Gòn
- Trường Trung cấp Kỹ thuật Nông nghiệp Thành phố Hồ Chí Minh
- Trường Trung cấp Lê Thị Riêng
- Trường Trung cấp Mai Linh
- Trường Trung cấp Múa Thành phố Hồ Chí Minh
- Trường Trung cấp nghề Bình Thạnh
- Trường Trung cấp nghề Công nghệ Bách Khoa
- Trường Trung cấp nghề Củ Chi
- Trường Trung cấp nghề Du lịch và Tiếp thị Quốc tế
- Trường Trung cấp nghề Đông Sài Gòn
- Trường Trung cấp nghề Giao thông Tiến Bộ
- Trường Trung cấp nghề Kỹ thuật Công nghệ Hùng Vương
- Trường Trung cấp nghề Kỹ thuật Nghiệp vụ Tôn Đức Thắng
- Trường Trung cấp nghề Ngọc Phước
- Trường Trung cấp nghề Nhân Đạo
- Trường Trung cấp nghề Nhân lực Quốc tế
- Trường Trung cấp nghề Quang Trung
- Trường Trung cấp nghề Tư thục Kỹ thuật – Kinh tế Sài Gòn 3
- Trường Trung cấp nghề Việt Giao
- Trường Trung cấp Nguyễn Tất Thành
- Trường Trung cấp Phương Nam
- Trường Trung cấp Quang Trung
- Trường Trung cấp Quân Y 2
- Trường Trung cấp Quốc tế Sài Gòn
- Trường Trung cấp Sài Gòn
- Trường Trung cấp Tổng hợp Sài Gòn
- Trường Trung cấp Tây Sài Gòn
- Trường Trung cấp Thông tin - Truyền thông Tp.HCM
- Trường Trung cấp Thủy sản
- Trường Trung cấp Tin học Kinh tế Sài Gòn
- Trường Trung cấp Tổng hợp Đông Nam Á
- Trường Trung cấp Tổng hợp Tp. Hồ Chí Minh
- Trường Trung cấp Trần Đại Nghĩa
- Trường Trung cấp Vạn Tường
- Trường Trung cấp Việt Khoa
- Trường Trung cấp Y Dược Vạn Hạnh
- Trường Trung cấp Xây Dựng